# Kesselsee (Altfriedland)
Der Kesselsee ist ein rund 3,5 Hektar umfassender See im Naturpark Märkische Schweiz in Altfriedland, einem Ortsteil der Gemeinde Neuhardenberg im Brandenburger Landkreis Märkisch-Oderland. Der See liegt westlich von Karlsdorf, einem Teil Altfriedlands.
Das naturbelassene, fast kreisrunde kleine Gewässer befindet sich im Übergangsbereich des östlichen Barnimhangs zur Stobberniederung. Es ist Teil einer vierteiligen Seenkette, die ein Feuchtbiotop in der Ringenwalder Heide zur Alten Oder entwässert. Der von Wald umgebene See wird fischereiwirtschaftlich und zum Angeln genutzt.

## Geographie und Geomorphologie
Das Gewässer liegt rund neun Kilometer nordöstlich von Buckow, rund fünf Kilometer südwestlich von Neutrebbin und rund drei Kilometer nordwestlich von Neuhardenberg. Der Dorfkern Altfriedlands liegt rund 1,6 Kilometer nordöstlich, rund drei Kilometer westlich folgt das Dorf Ringenwalde, das zur angrenzenden Gemeinde Märkische Höhe gehört. Östlich des Sees befindet sich am Stobber das an der Landesstraße 34 aufgereihte Straßendorf Karlsdorf. Die Landesstraße 34, die bei Karlsdorf von der Bundesstraße 167 abzweigt, führt nach Westen über Ringenwalde, Reichenberg und Bollersdorf quer durch den Naturpark Märkische Schweiz zur Bundesstraße 168 nordwestlich von Buckow.

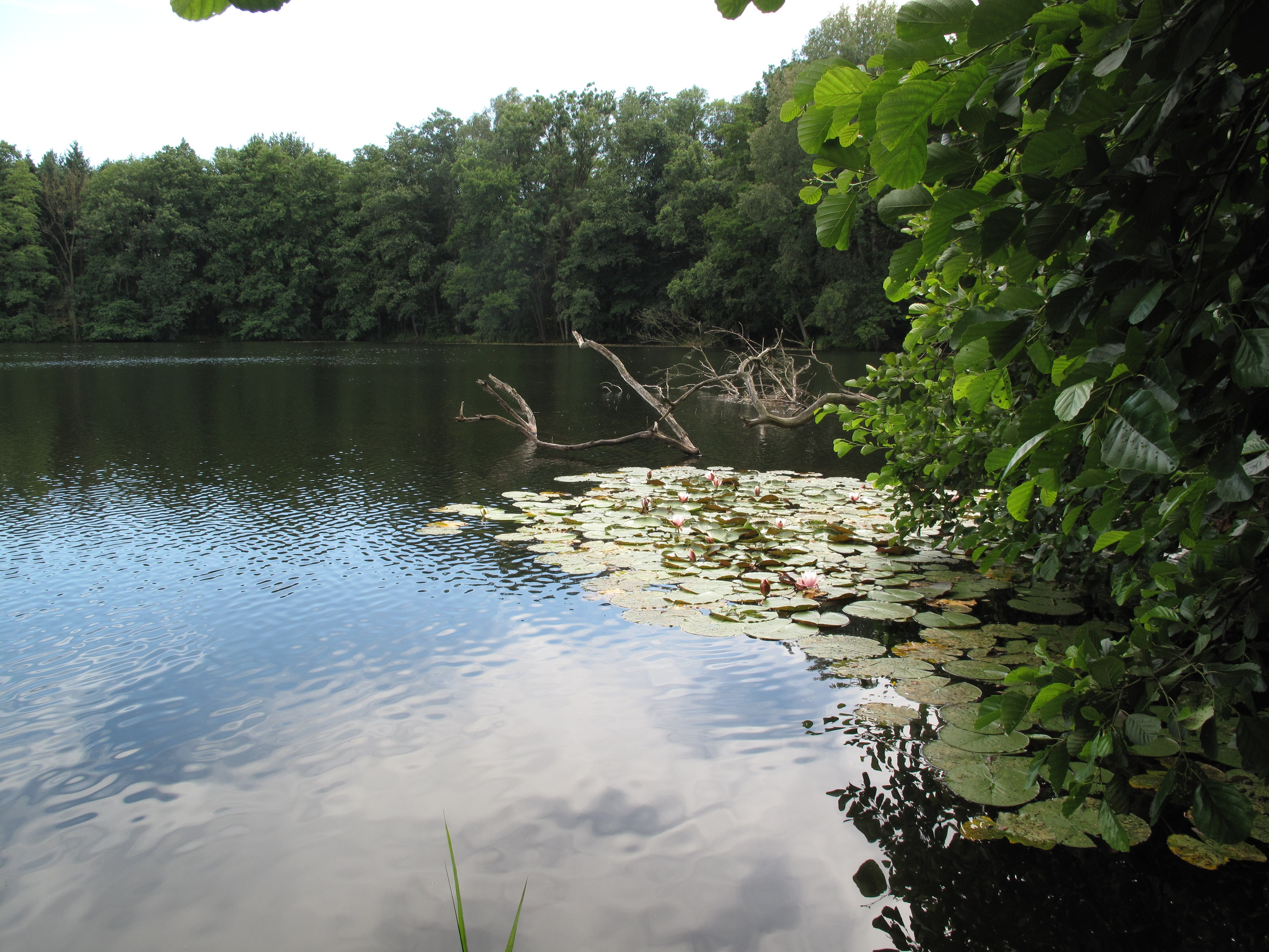
Südwestlicher Teil des Sees

Der Kesselsee befindet sich am Übergangsbereich der Buckower Rinne (auch: Löcknitz-Stobber-Rinne) zum Oderbruch. Die glaziale Schmelzwasserrinne hat sich in den letzten beiden Phasen der Weichsel-Eiszeit zwischen dem von Toteis gefüllten Oderbruch und dem Berliner Urstromtal (heutiges Spreetal) herausgebildet und trennt die Barnimplatte von der Lebuser Platte. Die rund 30 Kilometer lange und zwei bis sechs Kilometer breite Rinne entwässert vom Niedermoor- und Quellgebiet Rotes Luch über Stobberbach/Löcknitz nach Südwesten zur Spree und über den Stobber nach Nordosten zur Oder.
Am östlichen Barnimhang zur Stobberniederung verläuft parallel zum Stobberlauf eine kleinere Seenkette, die sich vom Dolgensee (55 ha) über den Kesselsee (3,5 ha) und Lettinsee (16 ha) nach Nordosten bis zum Klostersee (55 ha) zieht. Dem ersten Glied der Kette, dem Dolgensee, fließt ein rund 600 Meter langer namenloser Graben aus einem Feuchtbiotop der Ringenwalder Heide südwestlich des Sees zu. Das Gefälle vom Kesselsee zum 6,6 Meter über Normalnull liegenden Lettinsee wird mit rund einem Meter angegeben, sodass der Kesselsee auf einer Höhe von rund 7,6 Metern liegen dürfte. Das Gesamtgefälle der Seenkette vom 9,8 Meter über Normalnull liegenden Dolgensee zum Klostersee beträgt 4,5 Meter. Der seenverbindende Graben trägt spätestens nach dem Kesselsee den Namen Barschegraben (ab Klostersee gelegentlich auch als Klostergraben bezeichnet) und entwässert die gesamte Kette vom Klostersee in den Friedländer Strom, der rund zwei Kilometer südöstlich aus der Vereinigung von Stobber und Quappendorfer Kanal hervorgegangen ist.

## Bewirtschaftung und Umgebung
Die Fläche des Kesselsees beträgt rund 3,5 Hektar, seine maximale Tiefe rund 4,5 Meter. Der See wird von Anglern und von der Berufsfischerei genutzt. Er wird von der Fischereigenossenschaft „Schlaubefisch eG“ bewirtschaftet, die 1991 aus der „ZBE Satzfischproduktion Frankfurt/Oder“ hervorgegangen ist (ZBE = Zwischenbetriebliche Einrichtung, eine Verbindung verschiedener Einrichtungen zur Zusammenarbeit, beispielsweise in der Landwirtschaft). Im See kommen die laut Roter Liste Brandenburg im Bestand zurückgehenden Aale vor. Vereinzelt leben zudem Hechte im Gewässer. Hauptfischarten sind Karpfen, Brassen, Barsche, Rotauge, Rotfeder und Schleie.
Das naturbelassene Gewässer ist vollständig von Wald umgeben. Im Baumbestand dominieren Erlen, Eschen und Weiden; die Wege sind teilweise von Pappeln gesäumt. Auf den Waldböden krabbeln Rote Waldameisen, die mit ihren Nestern in Deutschland nach der Bundesartenschutzverordnung besonders geschützt sind und laut der Roten Liste gefährdeter Arten Deutschlands auf der Vorwarnliste (Kategorie V) stehen. Oberhalb des Nordwestufers liegt der landwirtschaftlich genutzte Lupinenhof, ein Wohnplatz Altfriedlands. Jenseits des Straßendorfs folgen die sieben Karlsdorfer Teiche, die dem Kietzer See südwestlich vorgelagert sind. Mit den entstandenen Sekundärlebensräumen bilden die Gewässer das Zentrum des Europäischen Vogelschutzgebietes Altfriedländer Teich- und Seengebiet. Südwestlich des Kesselsees, am Eingang der Karlsdorfer Teiche, beginnt das Naturschutzgebiet Stobbertal.